# لشکر دهم پیاده‌نظام (لهستان)
لشکر دهم پیاده‌نظام لهستان (لهستانی: 10. Dywizja Piechoty) واحدی از ارتش لهستان بود که در دوران میان دو جنگ جهانی از نیروهای پیشین لشکر ۴ تفنگداران لهستان ایجاد گشت. مقر اصلی این لشکر در شهر ووچ قرار داشت و در سال ۱۹۳۹ به عنوان بخشی از سپاه ووچ وظیفه دفاع از نواحی بالا دست رود وارتا را به عهده داشت.
از نخستین ساعت آغاز تهاجم آلمان به لهستان در ۱ سپتامبر ۱۹۳۹ لشکر دهم پیاده‌نظام تحت حمله سنگین ارتش هشتم (ورماخت)ارتش هشتم ورماخت که از همراهی نیروی هوایی و توپخانه بهره‌مند بود قرار گرفت. نیروهای لهستانی تا ۳ سپتامبر توانستند از مواضع خود دفاع کنند اما با افزایش فشار به سمت شراتس عقب نشستند که به دلیل ضعف سازماندهی و نبود ارتباطات نتوانستند به خوبی عقب‌نشینی را هدایت کنند. با رسیدن لشکر دهم و بیست وچهارم پیاده‌نظام آلمان نبرد سنگینی میان طرفین رخ داد و نهایتاً در ۸ سپتامبر این لشکر متلاشی گشت. تنها قسمتی از سربازان در حوالی اوتووتسک توانستند خود را به پشت رود ویستولا برسانند.

## ایجاد دوباره
در ادامه جنگ جهانی دوم حداقل سه لشکر به نام لشکر دهم پیاده‌نظام ایجاد گشتند. نخستین بار واحدی با این نام در ارتش آندرس واقع در شوروی ایجاد گشت که پیش از تخلیه این یگان از طریق ایران منحل شد. دومین بار ارتش میهنی دست به ایجاد واحدی با این نام زد و سومین بار لشکر دهم پیاده‌نظام به عنوان جزوی از ارتش دوم لهستان در نیروهای مسلح لهستان در شرق ایجاد گشت. پس از آن و در ارتش خلق لهستان این لشکر به لشکر دهم زرهی تبدیل گشت.